# Tournebout
Ne doit pas être confondu avec Cromorne.

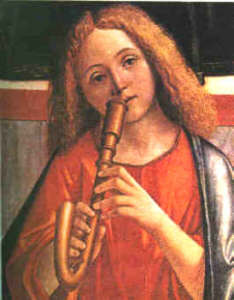
Joueur de tournebout, Vittore Carpaccio, 1510 (détail)

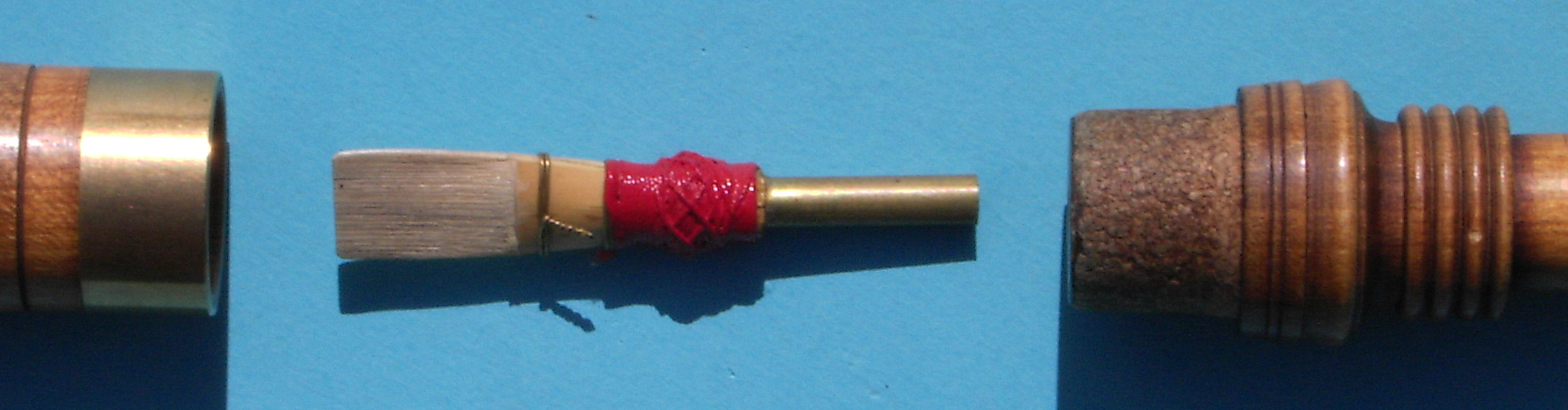
anche double d'un tournebout (alto)

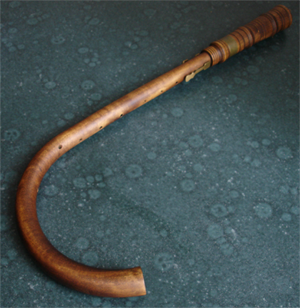
Tournebout, reconstruit d'après les plans de l'époque.

En musique, le tournebout est un instrument à vent à perce cylindrique et à anche double en forme de canne. Son nom allemand est Krummhorn (krumm signifiant « courbé », et Horn, « cor » ou « corne »), ce qui a contribué à le confondre avec le cromorne (ou hautbois baroque). Il est parfois appelé storto.

## Organologie
Il fait partie de la famille des hautbois à capsule, l'anche encapsulée » n'est pas en contact direct avec la bouche. La petite taille de son anche double et la perce cylindrique étroite qui se termine en petit pavillon évasé lui donnent, à la différence d'autres hautbois à capsule, une sonorité plutôt douce qui ressemble à l'orgue régale. L'anche est en roseau et le corps de l'instrument est constitué de bois de buis, érable ou poirier, recourbé par chauffage. La plupart des tournebouts sont percés de huit trous et, dans les constructions modernes, comportent souvent une ou deux clefs.
Les tournebouts se déclinent en six tessitures différentes : contre-basse, basse, ténor (ou quinte), alto (ou taille), cantus et « klein cantus ».

## Histoire
On trouve la première référence à cet instrument en Allemagne en 1489. Instrument populaire à la Renaissance, il est attesté en Europe principalement en Allemagne et en Italie du XVe au XVIe siècle, puis disparaît progressivement. En France, la légende veut que Lully soit l'auteur de la disparition du pupitre de tournebout dans l'Orchestre des violons du Roy.
Depuis le milieu du XXe siècle, grâce au regain d'intérêt pour la musique renaissante, l'instrument est à nouveau construit et joué, apparaissant également dans des formations de musique folk.